# Wierchy (Rabska Góra)
Wierchy (783 m), Rabska Góra – szczyt na zachodnim krańcu Gorców. Otoczony jest łukiem Raby i porozcinany licznymi dolinami potoków, rozchodzącymi się promieniście od wierzchołka. Jest porośnięty lasem i pozbawiony widoków, a jego wierzchołkowe drogi i ścieżki są błotniste. Przez jego szczyt biegnie granica między Rabą Wyżną (stoki zachodnie), Rokicinami Podhalańskimi (stoki wschodnie) i Sieniawą (stoki południowe) w województwie małopolskim, w powiecie nowotarskim, w gminie Raba Wyżna.
Na szczycie znajduje się kamień milenijny, niedaleko kapliczka św. Huberta – patrona myśliwych. U zachodnich podnóży góry postawiono krzyż milenijny, który jest wierną kopią krzyża na Giewoncie.

## Szlaki turystyki pieszej
Raba Wyżna – Wierchy – Zakopianka – Rokiciny Podhalańskie. Odległość 8,6 km, suma podejść 320 m, suma zejść 190 m, czas przejścia 2 godz. 35 min, z powrotem 2 godz. 15 min.